# Слепуха (река)
Слепуха (укр. Сліпуха) — левый приток реки Тилигул, расположенный на территории Николаевского  и Березовского районов (Одесская область, Украина).

## География
Длина — 19 км. Площадь бассейна — 186 км². На протяжении почти всей длины пересыхает, верхнее течение — наименее маловодное. Долина изрезана ярами и промоинами. Есть пруды. Характерны весенние и летние паводки. 
Берёт начало в селе Амбаров. Река течёт на юго-восток, юг. Впадает в Тилигул (на 38-м км от её устья) непосредственно юго-восточнее села Заводовка.
Притоки: (от истока к устью) Слепуха, прочие безымянные балки 
Населённые пункты (от истока к устью):
Николаевский район
1. Амбаров

Березовский район
1. Котовка[1]
2. Михайловка (Червоновладимировка)[2]
3. Михайловка (бывшее село)[3]
4. Клюнда[4]
5. Заводовка